# Valentina Proedskova
Valentina Proedskova (Russisch: Валентина Александровна Прудскова) (Jersjov, 27 december 1938 - 13 augustus 2020) was een Sovjet-Russisch schermer.
Proedskova won met de Sovjetploeg één gouden en één zilveren olympische medaille. Proedskova werd driemaal wereldkampioen met het team.

## Resultaten

### Olympische Zomerspelen
| Jaar | Plaats | Resultaten                  |
| ---- | ------ | --------------------------- |
| 1960 | Rome   | floret team                 |
| 1964 | Tokio  | floret team KF poule floret |

### Wereldkampioenschappen schermen
| Jaar | Plaats       | Resultaten           |
| ---- | ------------ | -------------------- |
| 1958 | Philadelphia | floret team          |
| 1959 | Boedapest    | floret               |
| 1961 | Turijn       | floret team          |
| 1962 | Buenos Aires | floret team          |
| 1965 | Parijs       | floret team · floret |

1960: Gorochova, Petrenko, Proedskova, Rastvorova, Sjisjova, Zabelina ·
1964: Juhász-Nagy, Marosi, Mendelényi-Ágoston, Sákovics-Dömölky, Ildikó Ujlaki-Rejtő ·
1968: Gorochova, Petrenko-Samoesenko, Novikova, Tsjirkova, Zabelina ·
1972: Belova-Novikova, Gorochova, Petrenko-Samoesenko, Tsjirkova, Zabelina ·
1976: Belova-Novikova, Giljazova, Knjazeva, Sidorova, Nikonova ·
1980: Begard, Brouquier, Gaudin, Muzio, Trinquet ·
1984: Bischoff, Funkenhauser, Hanisch, Weber, Wessel ·
1988: Bau, Fichtel, Funkenhauser, Klug, Weber ·
1992: Bianchedi, Bortolozzi, Trillini, Vaccaroni, Zalaffi ·
1996: Bortolozzi, Trillini, Vezzali ·
2000: Bianchedi, Giacometti, Trillini, Vezzali ·
2008: Boiko, Lamonova, Nikichina, Sjanajeva ·
2012: Errigo, Di Francisca, Salvatori, Vezzali ·
2020: Deriglazova, Zagidoellina, Korobejnikova, Martjanova ·
2024: Dubrovich, Kiefer, Scruggs, Weintraub